# Канацеї
Канацеї (італ. Canazei) — муніципалітет в Італії, у регіоні Трентіно-Альто-Адідже,  провінція Тренто.
Канацеї розташоване на відстані близько 520 км на північ від Рима, 70 км на північний схід від Тренто.
Населення — 1917 осіб (2014).
Щорічний фестиваль відбувається 27 червня. Покровитель — святий Флоріан.

## Демографія
Населення за роками:

Станом на 1 січня 2023 року в муніципалітеті офіційно проживав 121 іноземець з 19 країн, серед них 57 громадян країн Євросоюзу та 12 громадян України.

## Сусідні муніципалітети
- Кампітелло-ді-Фасса
- Корвара-ін-Бадія
- Лівіналлонго-дель-Коль-ді-Лана
- Маццин
- Поцца-ді-Фасса
- Рокка-П'єторе
- Сельва-ді-Валь-Гардена

## Спорт
У муніципалітеті базується хокейна команда «Фасса».